# 佐藤直方
佐藤 直方（さとう なおかた、慶安3年閏10月21日（1650年12月14日） - 享保4年8月15日（1719年9月28日））は、江戸時代の儒学者。幼名は彦七。通称は五郎左衛門、三郎左衛門。父は備後福山藩士土佐藤七郎兵衛。門人に稲葉迂斎、跡部良顕らがいる。

## 生涯
学問を志して京に昇り、山崎闇斎の門に入って研鑽を積み、知識を深めて浅見絅斎、三宅尚斎と並び崎門の三傑と称されるほど台頭したが、闇斎が唱えた垂加神道に批判的であったことから袂を分かち、江戸へ昇った。後、福山藩や厩橋藩主酒井忠挙などに招聘され、講釈に励んだが、享保3年（1718年）には致仕して神田紺屋街に居住し、翌年唐津藩主土井利実に講釈を行いに赴く道中発病して倒れ、翌日没した。墓所は赤羽橋の瑠璃光寺。戒名は一貫了道居士。

## 人物
日本の神々だけを中心に考える事に反対し、「自分が生まれた国や父母を、薬売りのようにわがままに自慢するのでは、天下の公理とはいえない」と述べ、家や国を超えた普遍的な宇宙の理（天理・公理）にもとづいて考えるべきだと説いた。
また天皇についても、神秘的見地からの崇拝などを排除し「日ノ神ノ託宣ニ、我子孫ヲバ五百万歳守ラント被仰セタナレバ、ヨクナイコトゾ。子孫ニ不行儀スルモノアラバ、ケコロ（蹴殺）サウト仰セラレタナレバ、ヨイコトゾ」と、儒教的な徳を失えばその天皇は逆に、天によって罰せられるべきであるとの、朱子学原理主義とでもいうべき見地からの批評を行った。こういった思想が、垂加神道を唱えた師・闇斎との大きな違いとされている。
赤穂事件が起こった折、大衆や多くの有識者がその仇討を義挙と礼賛する中、幕府を顧みない愚挙に踏み切った逆臣であると赤穂浪士を弾劾したことで知られる。その議論は著書「四十六士論」にまとまっており、中には三宅尚斎が送った質問状に佐藤が回答する「重固問目＜先生朱批＞」という項もある。（重固は三宅の号。朱批は、三宅の質問状に朱で批評を入れた、との意味）
豪放磊落な人となりで清貧な生活を好み、江戸に在住していた際の困窮していた生活を伝えるエピソードが残されている。

## 著書
- 四十六士論 - 赤穂浪士批判
- 中国論 - 弟子によってまとめられたもの
- 華夷論断